# North Carolina Museum of Natural Sciences

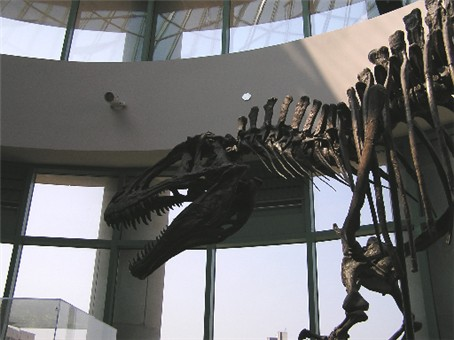
Acrocanthosaurus foto: J. Folmer 2003 NCMNS

Het North Carolina Museum of Natural Sciences is een natuurhistorisch museum. Het is gelegen aan 11 West Jones Street in de binnenstad van de hoofdstad Raleigh in North Carolina.  
Het museum is onderdeel van het N.C. Department of Environment and Natural Resources en geeft een overzicht van het natuurlijk milieu van de staat. Er zijn een achttal skeletten van walvissen te zien, maar ook een uitstalling van verschillende kolibries. Er zijn een aantal aquaria en terraria met levende dieren zoals slangen en schildpadden. Ook het geologisch verleden van de staat komt aan bod met een aantal fossielen variërend van de carnivore dinosauriër Acrocanthosaurus en een schedel van Tyrannosaurus rex. Ook het tertiair komt aan bod met een skelet van een grondluiaard. Er is veel gedaan om vooral de jonge bezoeker tevreden te stellen met allerhande interactieve uitstallingen. De toegang is gratis.
Het museum is aangesloten bij de American Institute of Biological Sciences (AIBS), een wetenschappelijke associatie die zich richt op het bevorderen van biologisch onderzoek en onderwijs in de Verenigde Staten. Tevens is het museum lid van de Natural Science Collections Alliance, een Amerikaanse non-profit-associatie die zich richt op de ondersteuning van natuurwetenschappelijke collecties, hun menselijke middelen, de instituten die de collecties huisvesten en hun onderzoeksactiviteiten.